# Liste der Bodendenkmale im Landkreis Helmstedt

Landkreis Helmstedt in Niedersachsen

In der Liste der Bodendenkmale im Landkreis Helmstedt sind die Bodendenkmale im Landkreis Helmstedt aufgeführt. Die Quelle ist der Denkmalatlas Niedersachsen. Die Angaben in den einzelnen Listen ersetzen nicht die rechtsverbindliche Auskunft der zuständigen Denkmalschutzbehörde.
| Bild | Gemeinde                             | Bodendenkmalliste                                           | Wappen            | Lage | Ortsteile |
| ---- | ------------------------------------ | ----------------------------------------------------------- | ----------------- | ---- | --------- |
|      | Bahrdorf                             | Liste der Bodendenkmale in Bahrdorf                         |                   |      |           |
|      | Beierstedt                           | Keine Bodendenkmale ausgewiesen                             |                   |      |           |
|      | gemeindefreies Gebiet Brunsleberfeld | Keine Bodendenkmale ausgewiesen                             | Führt kein Wappen |      |           |
|      | Danndorf                             | Keine Bodendenkmale ausgewiesen                             |                   |      |           |
|      | Frellstedt                           | Liste der Bodendenkmale in Frellstedt                       |                   |      |           |
|      | Gevensleben                          | Liste der Bodendenkmale in Gevensleben                      |                   |      |           |
|      | Grafhorst                            | Keine Bodendenkmale ausgewiesen                             |                   |      |           |
|      | Grasleben                            | Keine Bodendenkmale ausgewiesen                             |                   |      |           |
|      | Groß Twülpstedt                      | Liste der Bodendenkmale in Groß Twülpstedt                  |                   |      |           |
|      | Helmstedt                            | Liste der Bodendenkmale in Helmstedt                        |                   |      |           |
|      | gemeindefreies Gebiet Helmstedt      | Liste der Bodendenkmale im gemeindefreien Gebiet Helmstedt  | Führt kein Wappen |      |           |
|      | Jerxheim                             | Liste der Bodendenkmale in Jerxheim                         |                   |      |           |
|      | Königslutter am Elm                  | Liste der Bodendenkmale in Königslutter am Elm              |                   |      |           |
|      | gemeindefreies Gebiet Königslutter   | Keine Bodendenkmale ausgewiesen                             | Führt kein Wappen |      |           |
|      | Lehre (Niedersachsen)                | Liste der Bodendenkmale in Lehre (Niedersachsen)            |                   |      |           |
|      | Mariental (Niedersachsen)            | Keine Bodendenkmale ausgewiesen                             |                   |      |           |
|      | gemeindefreies Gebiet Mariental      | Keine Bodendenkmale ausgewiesen                             | Führt kein Wappen |      |           |
|      | Querenhorst                          | Keine Bodendenkmale ausgewiesen                             |                   |      |           |
|      | Räbke                                | Liste der Bodendenkmale in Räbke                            |                   |      |           |
|      | Rennau                               | Keine Bodendenkmale ausgewiesen                             |                   |      |           |
|      | Schöningen                           | Liste der Bodendenkmale in Schöningen                       |                   |      |           |
|      | gemeindefreies Gebiet Schöningen     | Liste der Bodendenkmale im gemeindefreien Gebiet Schöningen | Führt kein Wappen |      |           |
|      | Söllingen (Niedersachsen)            | Liste der Bodendenkmale in Söllingen (Niedersachsen)        |                   |      |           |
|      | Süpplingen                           | Liste der Bodendenkmale in Süpplingen                       |                   |      |           |
|      | Süpplingenburg                       | Liste der Bodendenkmale in Süpplingenburg                   |                   |      |           |
|      | Velpke                               | Liste der Bodendenkmale in Velpke                           |                   |      |           |
|      | Warberg                              | Liste der Bodendenkmale in Warberg                          |                   |      |           |
|      | Wolsdorf                             | Liste der Bodendenkmale in Wolsdorf                         |                   |      |           |